# Madlow
Madlow, niedersorbisch Módłej, ist ein Ortsteil der kreisfreien Stadt Cottbus in Brandenburg. Vor der Eingemeindung am 1. Juli 1950 war Madlow eine eigenständige Gemeinde.

## Lage
Madlow liegt in der Niederlausitz, rund fünf Kilometer südlich des Cottbuser Stadtzentrums. Die Gemarkung grenzt im Norden an die Spremberger Vorstadt, im Nordosten an Branitz, im Osten an Kiekebusch, im Süden an Gallinchen, im Südwesten auf 20 Metern an Groß Gaglow und im Westen an Sachsendorf. Madlow zählt zum amtlichen Siedlungsgebiet der Sorben/Wenden in Brandenburg.
Durch Madlow verläuft die Landesstraße 50 zwischen Kolkwitz und Kahren, im Norden führt die Bundesstraße 169 auf einem kurzen Stück durch den Stadtteil. Unmittelbar südlich von Madlow liegt die Bundesautobahn 15 mit der Anschlussstelle Cottbus-Süd. Östlich des Ortes bildet die Spree die Grenze zum Stadtteil Kiekebusch.

## Geschichte

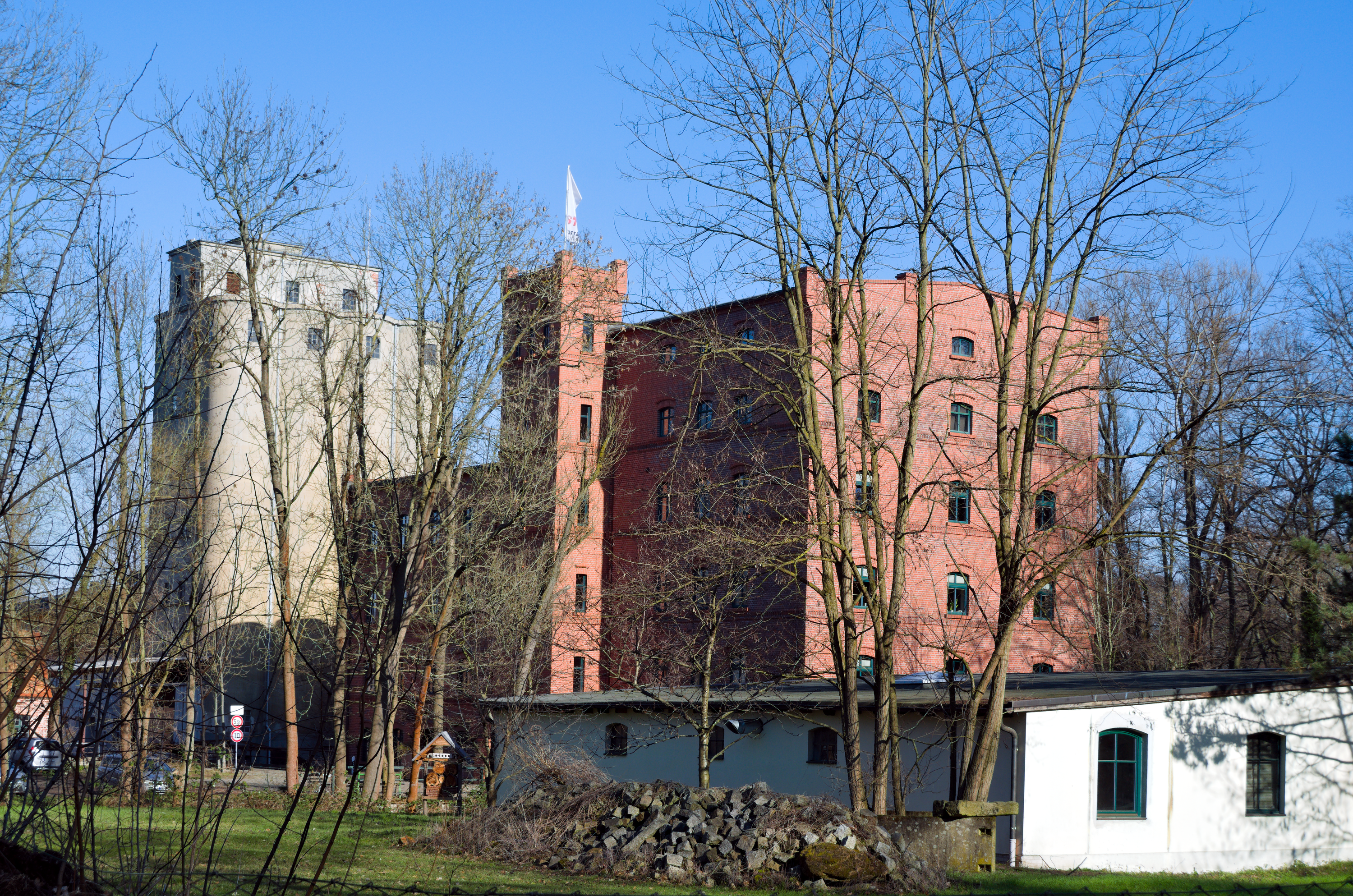
Die 1495 erstmals erwähnte Wassermühle in Madlow

Die erste urkundliche Erwähnung vom Madlow erfolgte in der Kirchenmatrikel des Bistums Meißen mit der Schreibweise Madela; als Ersterwähnungsjahr muss 1495 angegeben werden, da das Kirchenverzeichnis nur als Kopie aus diesem Jahr erhalten ist. Die Madlower Wassermühle wurde am 29. Juli 1495 erstmals erwähnt. Der Ort ist nach dem durch ihn fließenden Priorgraben, einem Nebenarm der Spree, benannt. Dieser hieß damals „Modla“. Der Name stammt aus der sorbischen Sprache und bedeutet „schwach, langsam fließendes Gewässer“.
Bis 1515 gehörte Madlow den Herren von Loeben, danach wurde der Ort ein Kämmereidorf von Cottbus. Madlow war Teil der Herrschaft Cottbus und gehörte somit zu einer Exklave der Mark Brandenburg, die vom Markgraftum Niederlausitz und ab 1635 vom Kurfürstentum Sachsen umgeben war. Im Jahr 1652 lebten in Madlow fünf Bauern, fünf Gärtner und ein Büdner; es gab eine Schäferei und die Madlower Wassermühle.
Nach dem Tilsiter Frieden nach dem Vierten Koalitionskrieg kam Madlow im Jahr 1807 kurzzeitig an das Königreich Sachsen. Für das Jahr 1809 sind im Ort vier Ganz- und vier Halbbauern, acht Kossäten, elf Büdner, drei Einlieger, die Wassermühle, ein Sägewerk und eine Walkmühle verzeichnet. Bei der auf dem Wiener Kongress beschlossenen Teilung Sachsens wurde Madlow wieder dem Königreich Preußen zugeordnet. Im Rahmen der Gebietsreform im folgenden Jahr kam der Ort zum Kreis Cottbus in der Provinz Brandenburg. 1818 hatte das Dorf 183 Einwohner in 37 Feuerstellen, bis 1846 stieg die Einwohnerzahl auf 370 an. Bei der Volkszählung am 1. Dezember 1871 hatte die Landgemeinde Madlow 452 Einwohner; davon waren 229 Männer und 223 Frauen, 120 Einwohner waren jünger als zehn Jahre.

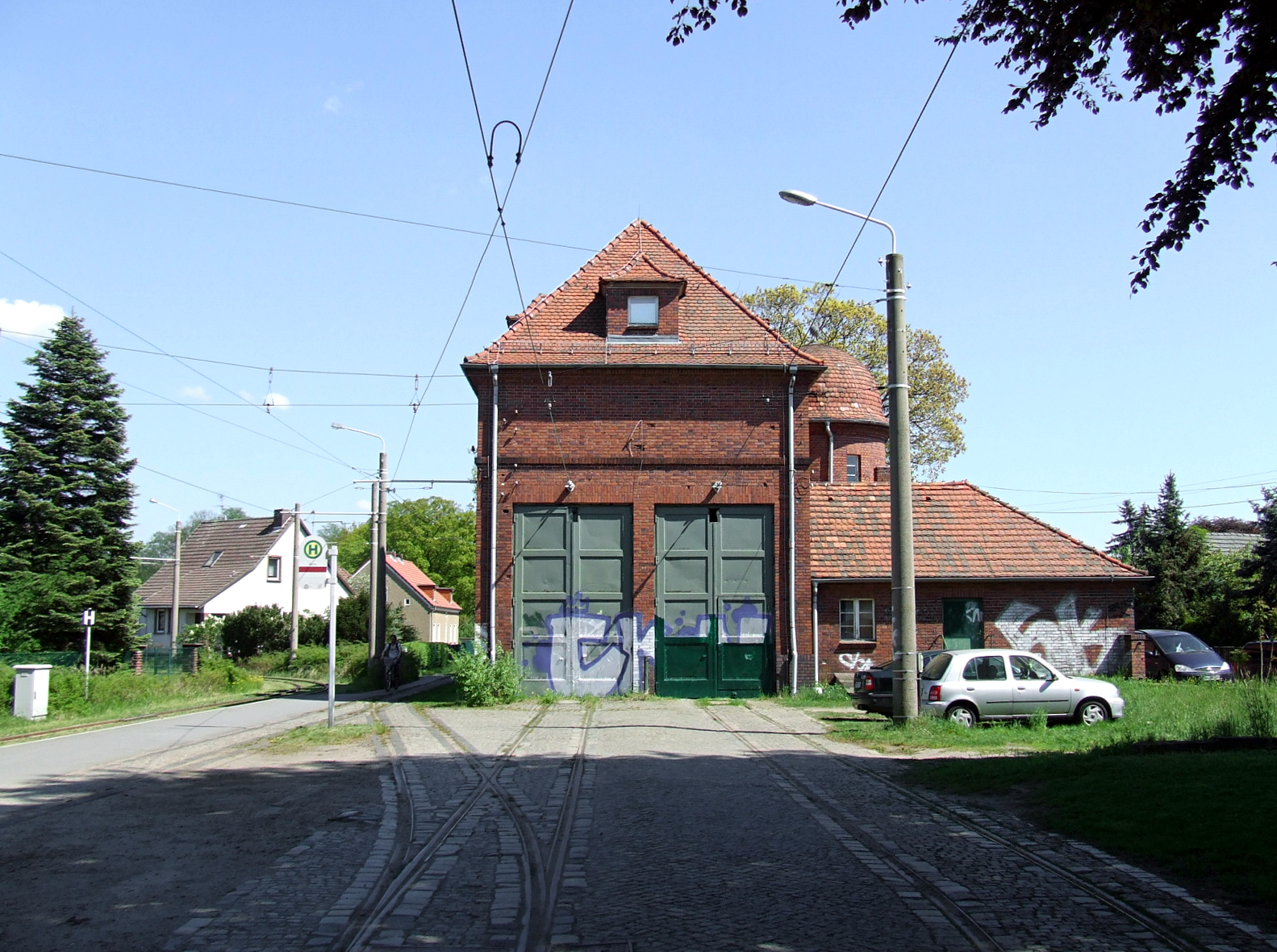
Das ehemalige Straßenbahndepot entstand im Zuge der Verlängerung der Cottbuser Straßenbahn nach Madlow

Durch die Nähe zur Stadt Cottbus und die dort entstandenen Arbeitsplätze in der Textilindustrie stieg die Bevölkerung in Madlow im späten 19. Jahrhundert stark an. Im Jahr 1900 hatte Madlow 935 Einwohner und damit mehr als doppelt so viele wie 30 Jahre zuvor. Mitte 1927 wurde die Gemeinde an das Netz der Cottbuser Straßenbahn angeschlossen. Bis 1939 stieg die Einwohnerzahl auf 1352 Personen an. Nach dem Zweiten Weltkrieg gehörte Madlow zur Sowjetischen Besatzungszone und ab 1949 zur DDR. Am 1. Juli 1950 wurde Madlow in die Stadt Cottbus eingemeindet. Bei der Kreisreform im Jahr 1952 kam Madlow zunächst zum Kreis Cottbus im Bezirk Cottbus, zwei Jahre später wurde Cottbus aus dem Kreis ausgegliedert und kreisfrei. Ab 1974 entstand östlich von Madlow im Stadtteil Sachsendorf die Großwohnsiedlung Sachsendorf-Madlow.
Nach der Wiedervereinigung kam Madlow als Stadtteil von Cottbus zum Land Brandenburg.

## Bevölkerungsentwicklung
| Jahr | Einwohner |
| ---- | --------- |
| 1875 | 474       |
| 1890 | 658       |

| Jahr | Einwohner |
| ---- | --------- |
| 1910 | 922       |
| 1925 | 852       |

| Jahr | Einwohner |
| ---- | --------- |
| 1933 | 1124      |
| 1939 | 1352      |

| Jahr | Einwohner |
| ---- | --------- |
| 1946 | 1557      |

Gebietsstand des jeweiligen Jahres

## Sehenswürdigkeiten

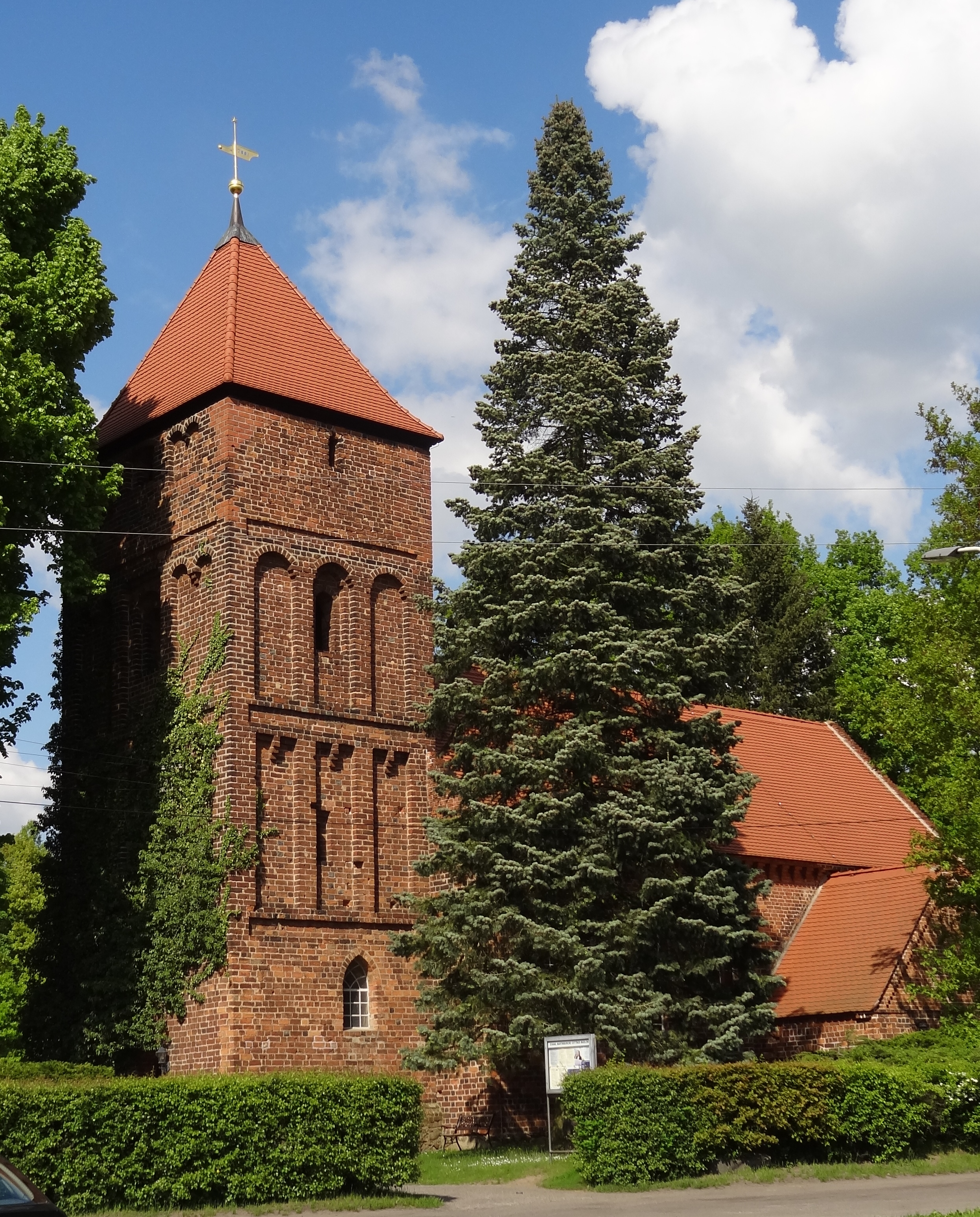
Martinskirche

- Die Madlower Martinskirche wurde im späten 14. oder frühen 15. Jahrhundert gebaut und diente zunächst als Gotteshaus für Madlow und den Nachbarort Kiekebusch; sie befindet sich auf halber Strecke zwischen den Ortsteilen. Im Jahr 1971 wurden das Kirchenschiff erhöht und fast die gesamte Ausstattung ersetzt.
- Die Große Mühle Madlow wurde bereits 1495 erwähnt und diente als Mahlmühle und Sägewerk. Mit dem Beginn der Tuchindustrie in Cottbus wurde sie im 19. Jahrhundert um eine Walkmühle erweitert.
- Das Straßenbahndepot Madlow wurde zwischen 1925 und 1927 im Zuge der Erweiterung der Cottbuser Straßenbahn vom Südfriedhof nach Madlow gebaut. Bereits seit den 1990er-Jahren wird es nicht mehr als Depot genutzt, im September 2010 wurde es vom Gleisnetz getrennt.
- Friedhof Madlow

## Persönlichkeiten
- Alfred Vogel (1875–1938), Verwaltungsjurist und Ministerialbeamter
- Arno Koselleck (1891–1977), Historiker
- Dieter Nowka (1924–1998), niedersorbischer Komponist und Musikwissenschaftler